# Proceratophrys phyllostomus
Proceratophrys phyllostomus es una especie de anfibio anuro de la familia Odontophrynidae.
Se encuentra en el este de Brasil.
Está amenazada de extinción por la pérdida de su hábitat natural.